# دیوید دریمن
دیوید میکائیل دریمن (به انگلیسی: David Michael Draiman) ترانه‌سرا و خواننده گروه هوی متال آمریکایی دیستربد است.
دریمن در سال ۲۰۰۶ توسط مجلهٔ H it Parader در جایگاه ۴۲اُم برترین خوانندهٔ هوی‌متال تمام زمان‌ها قرار گرفت، او به دلیل نوع صدای خش‌دار خود و نحوهٔ خواندن کوبشی شناخته می‌شود.او تحت تاثیر گروه‌های زیادی از جمله بلک سبث،آیرن میدن، متالیکا ، سکس پیستولز و رامونز قرار داشت و در نوع خوانندگی از خوانندگانی نظیر راب هالفورد، بروس دیکینسن و جیمز هتفیلد تاثیر گرفته است.دریمن یک یهودی است هرچند مذهبی نیست.

## آلبوم‌ها
به همراه دیستربد
- 2000 - The Sickness
- 2002 - Believe
- 2005 - Ten Thousand Fists
- 2008 - Indestructible
- 2010 - Asylum

سولو
- 2002 - «Forsaken» (موسیقی متن)

با Device
- 2013 - Device